# John Arderne
Pour les articles homonymes, voir Arderne.
John Arderne ou John of Arderne, né en 1307 et mort en 1392, est considéré comme le père de la chirurgie en Angleterre. 

## Biographie
John Arderne descend probablement de la famille des Arderne, lords du Northamptonshire depuis le début du XIIe siècle.
Il accompagne l'armée anglaise lors de la guerre de Cent Ans, il aurait participé à la bataille de Crécy, et il parcourt ensuite l'Europe en étant attaché au duc de Lancastre. C'est probablement à cette période qu'il fréquente l'École de médecine de Montpellier, à l'instar de son compatriote Jean de Gaddesden (1280-1361). De retour en Angleterre, il exerce la chirurgie à Newark de 1349 à 1370, puis à Londres,.
Habile opérateur et médecin des nobles, ses honoraires étaient considérables,.

## Travaux
Comme d'autres chirurgiens médiévaux avant lui (Guillaume de Salicet, Henri de Mondeville), il émaille ses textes de maximes sur le métier de chirurgie et les devoirs du chirurgien.
Il rédige en latin et en moyen anglais, et ses œuvres ont été publiées en anglais moderne au début du XXe siècle par D'Arcy Power (en) :
- Treatises of fistula in ano, haemorrhoids and clysters (1376), il existe une version anglaise de 1582, republiée en 1910.
- De arte phisicali et de cirurgia (1412) (posthume)[8], traduit en anglais en 1922.
- Opera omnia, œuvres complètes traduites en anglais en 1922.

Son ouvrage principal est le traité sur la fistule anale, où il donne une liste de noms de 19 patients guéris, 2 ont été identifiés comme chevaliers ou nobles, et 8 comme des membres du clergé.
Depuis l'Antiquité, il existait deux types de traitements chirurgicaux d'une fistule anale : incision au scalpel ou introduction d'un fil dans le rectum en le faisant ressortir par l'orifice de la fistule pour relier les deux bouts par une ligature. Celle-ci permet une striction progressive sur plusieurs jours (procédures dont les principes sont restés valables au XXIe siècle). 
John Arderne combine les deux méthodes et utilise divers instruments spéciaux de son invention, comme le tendiculum et l'acus rostrata,, mais il est peu probable que ces innovations techniques soient à l'origine des succès qu'il proclame.
Il s'intéresse aussi aux hémorragies, aux tumeurs, aux affections oculaires et des organes génitaux,,.